# Bodens högre allmänna läroverk
Bodens högre allmänna läroverk var ett läroverk i Boden verksamt från 1916 till 1968.

## Historia
Läroverket började som kommunal mellanskola och övergick från 1927 till samrelaskola. 1942 tillkom ett gymnasium och skolan blev från 1947 ett högre allmänt läroverk.
Skolan kommunaliserades 1966 och upphörde som läroverk 1968 och blev då Tallboskolans gymnasium.  Studentexamen gavs från 1945 till 1968 och realexamen från 1918 till åtminstone 1964.